# Pindaya
Pindaya är en kommun i Myanmar.   Den ligger i regionen Shanstaten, i den centrala delen av landet, 140 km norr om huvudstaden Naypyidaw. Antalet invånare är 77 769.

## Bildgalleri

Pindaya
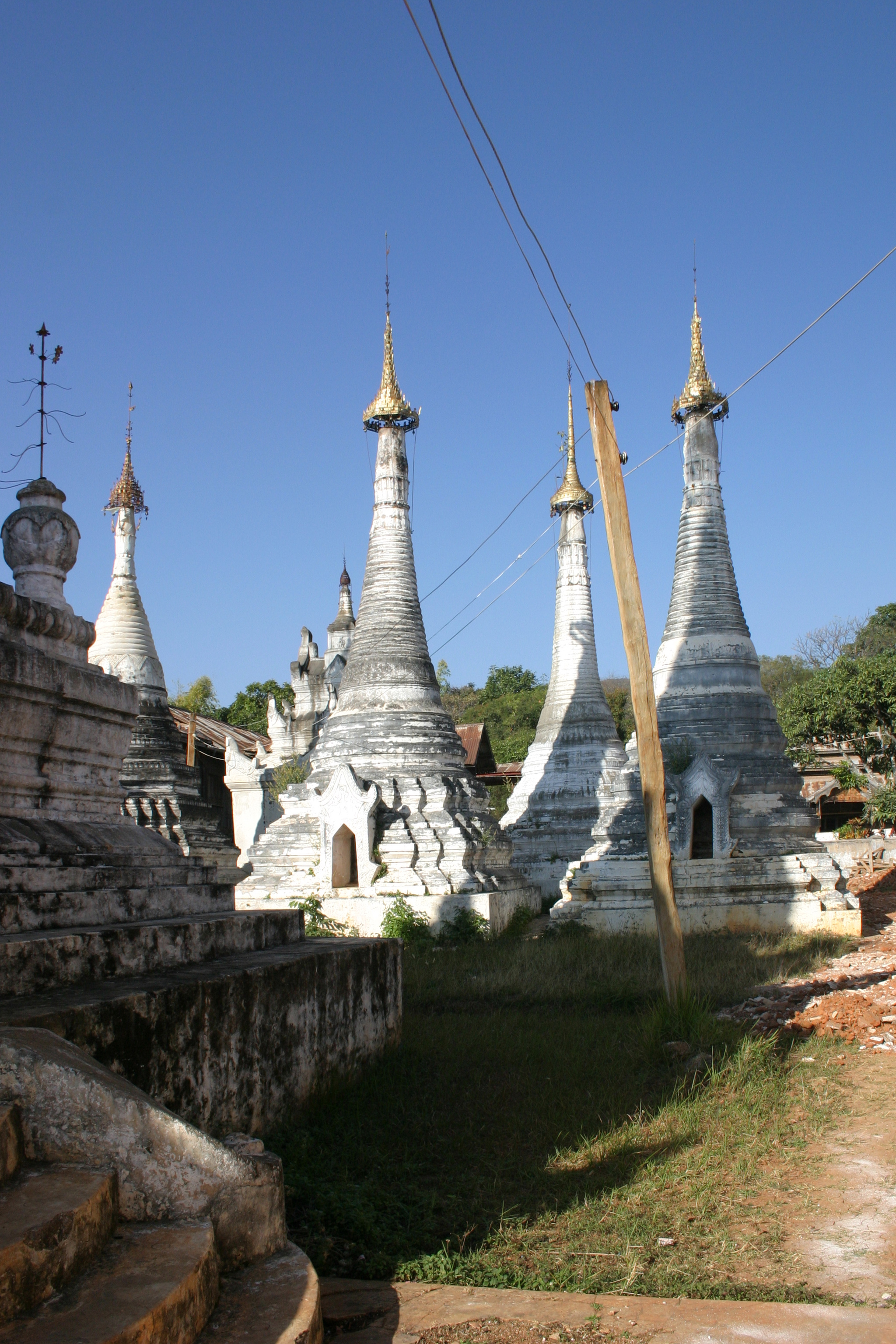
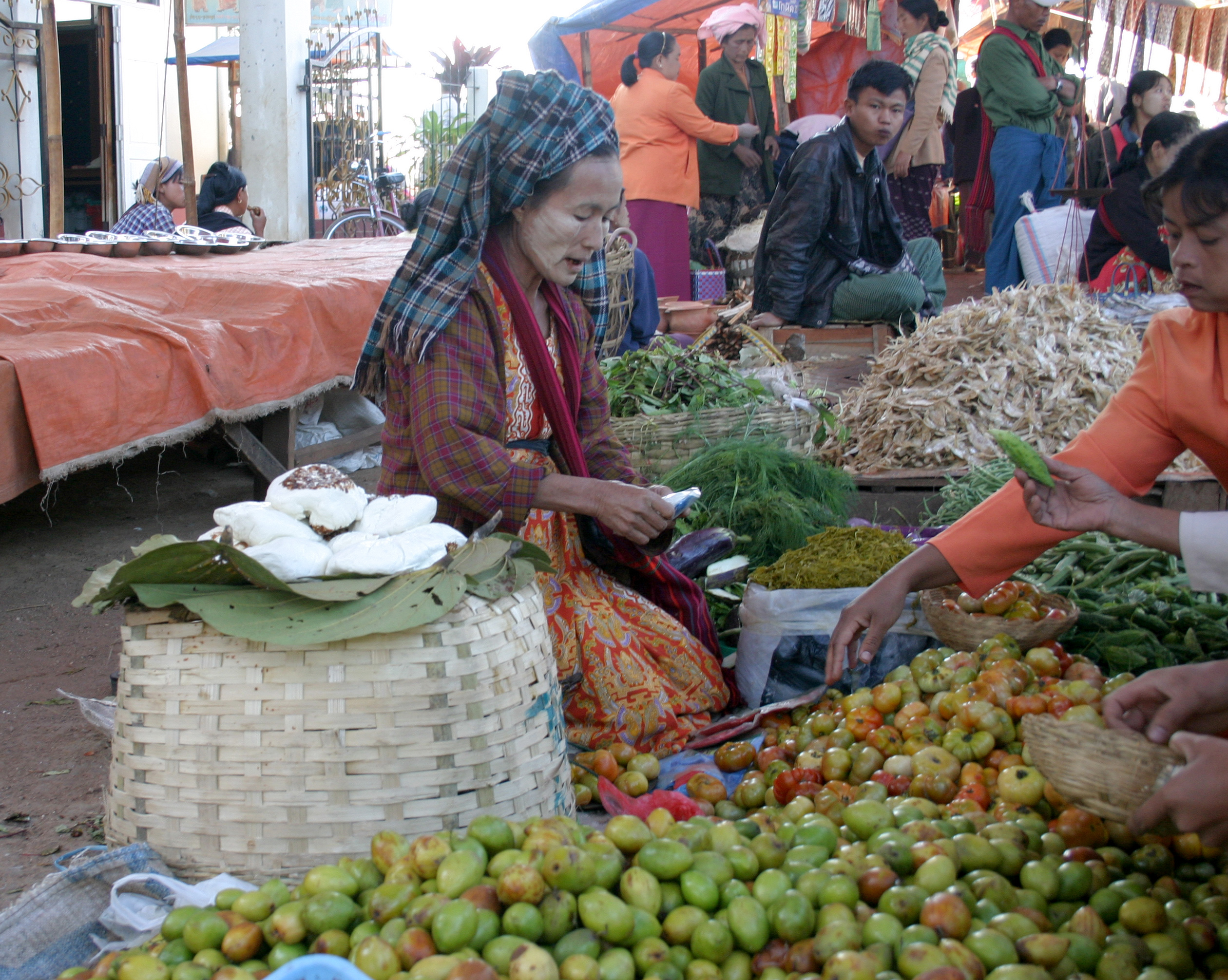
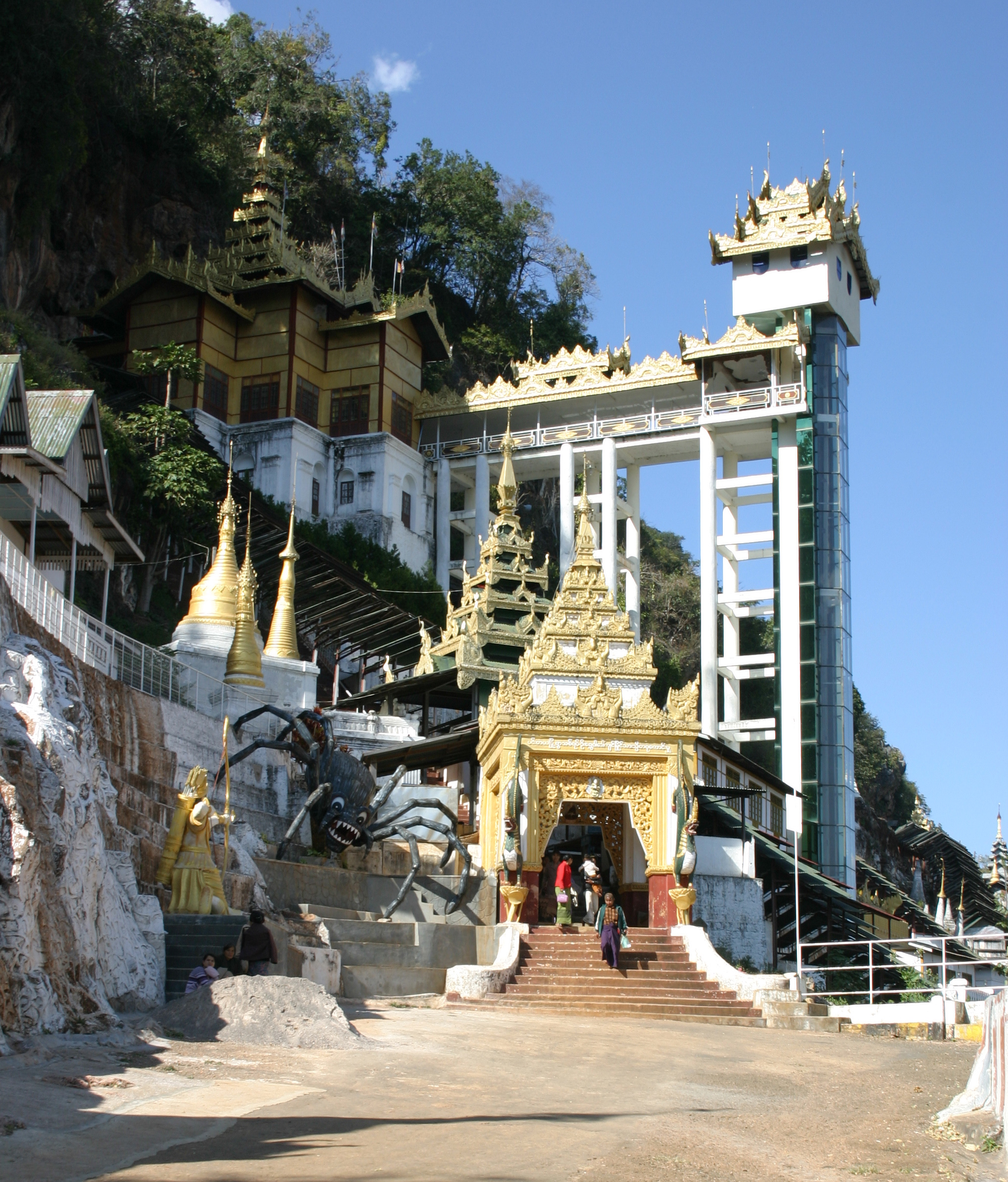
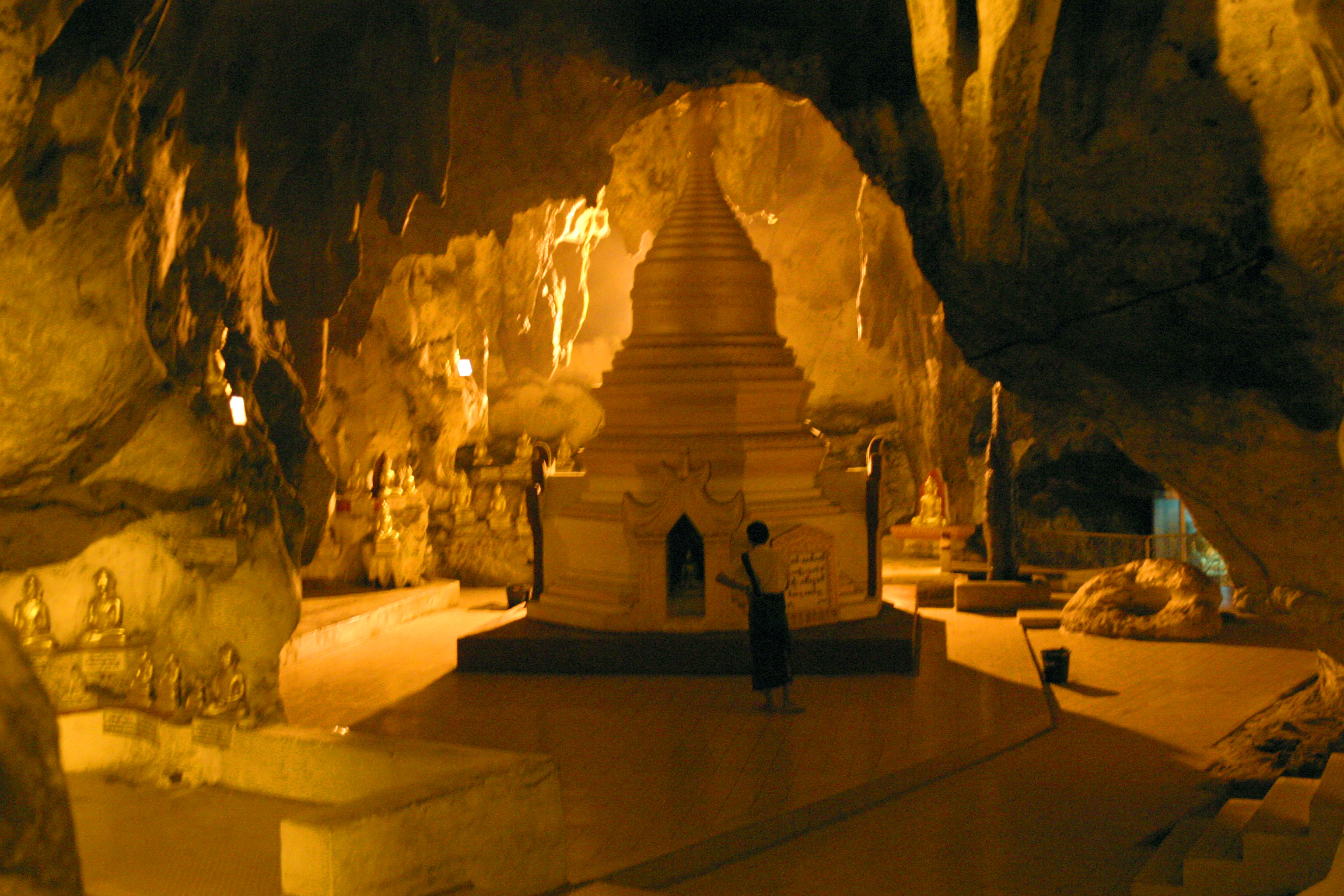
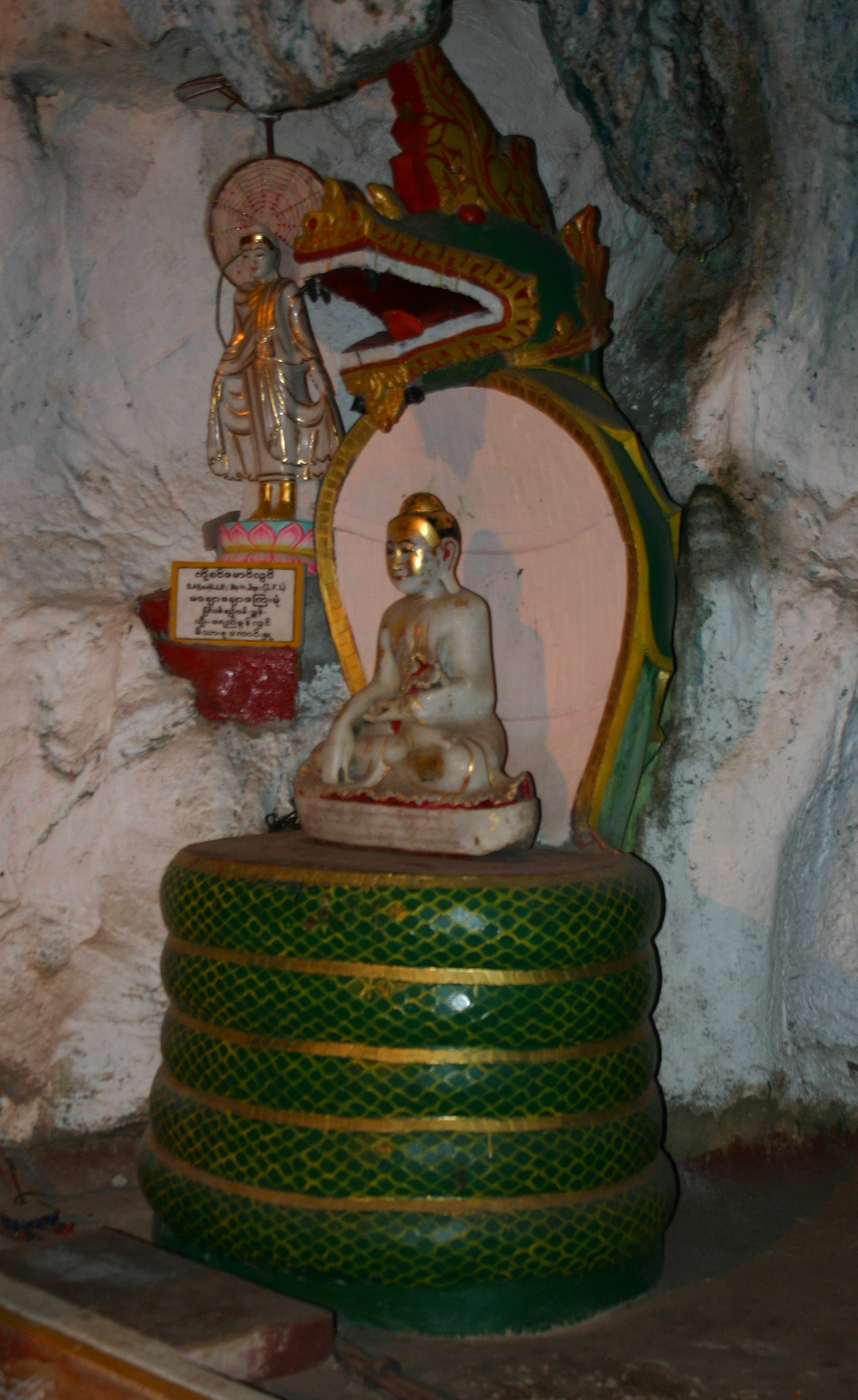
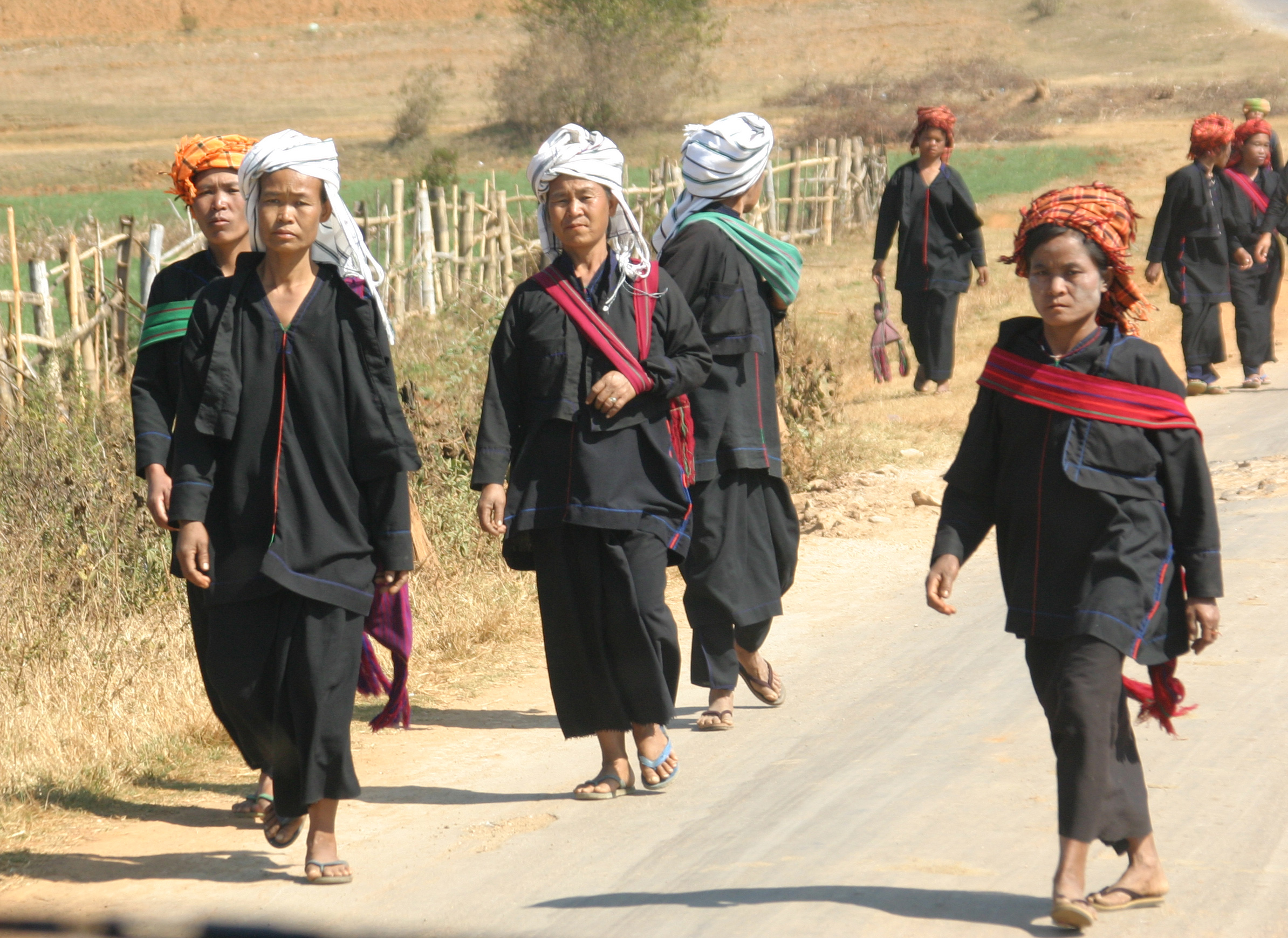
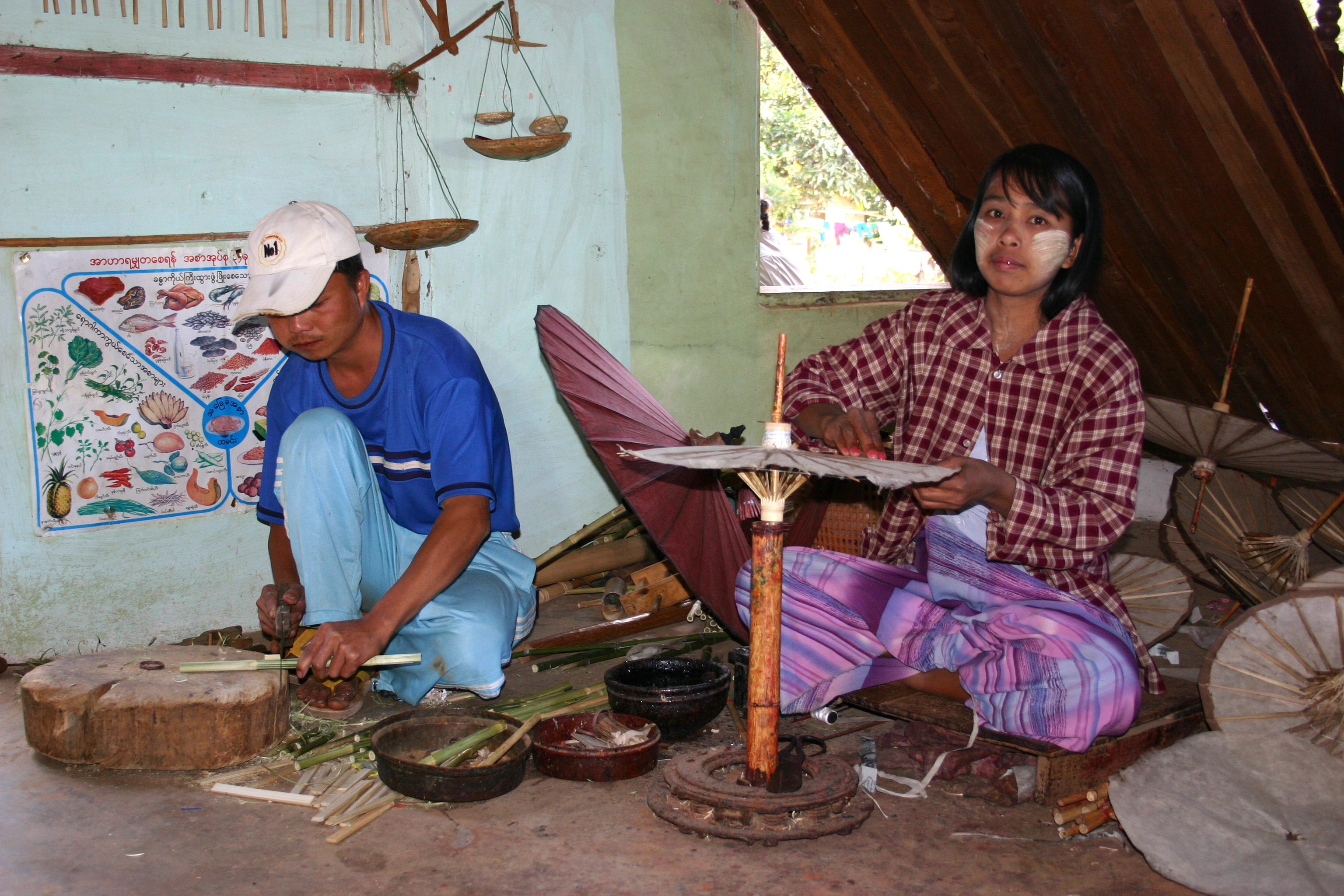
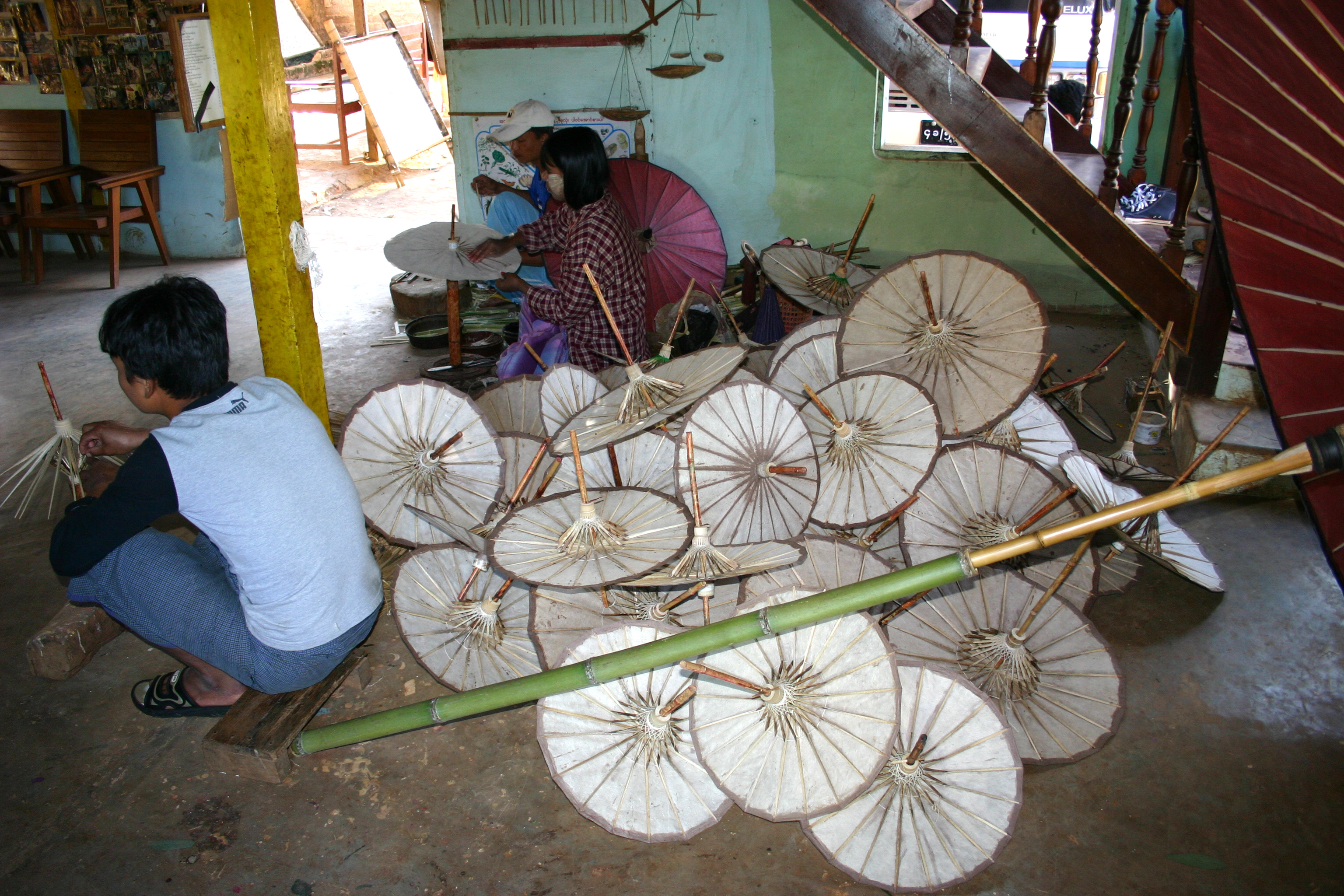